# Бустаманте (муниципалитет Тамаулипаса)
Бустаманте (исп. Bustamante) — муниципалитет в Мексике, штат Тамаулипас с административным центром в одноимённом городке. Численность населения, по данным переписи 2010 года, составила 7636 человек.

## Общие сведения
Название Bustamante дано в честь президента Мексики Анастасио Бустаманте.
Площадь муниципалитета равна 1450 км², что составляет 1,81 % от общей площади штата, а наивысшая точка — 2082 метра, расположена в поселении Эль-Льяно-и-Анахас.
Бустаманте граничит с другими муниципалитетами штата Тамаулипас: на севере с Микиуаной, на востоке с Пальмильясом, на юге с Тулой, а на западе с другими штатами Мексики — Нуэво-Леоном и Сан-Луис-Потоси.

## Учреждение и состав
Муниципалитет был образован в 1825 году, в его состав входит 28 населённых пунктов, самые крупные из которых:
| Код INEGI | Населённый пункт                                                                  | Численность населения (2005 год) | Численность населения (2010 год) |
| --------- | --------------------------------------------------------------------------------- | -------------------------------- | -------------------------------- |
| 006       | Всего                                                                             | 7275                             | 7636                             |
| 0001      | Бустаманте (исп. Bustamante) 23°26′07″ с. ш. 99°45′25″ з. д.                      | 1263                             | 1392                             |
| 0005      | Калабасильяс (исп. Calabacillas) 23°13′04″ с. ш. 99°44′06″ з. д.                  | 719                              | 792                              |
| 0009      | Фелипе-Анхелес (исп. Felipe Ángeles (El Gavilán)) 23°23′22″ с. ш. 99°45′10″ з. д. | 724                              | 732                              |
| 0002      | Эль-Агуакате (исп. El Aguacate) 23°19′48″ с. ш. 99°45′46″ з. д.                   | 503                              | 530                              |
| 0016      | Эль-Льяно-и-Анахас (исп. El Llano y Anexas) 23°20′51″ с. ш. 100°00′19″ з. д.      | 397                              | 425                              |
| 0004      | Лас-Антоньяс (исп. Las Antonias) 23°22′36″ с. ш. 99°53′13″ з. д.                  | 325                              | 346                              |
| 0003      | Лас-Альберкас (исп. Las Albercas) 23°16′14″ с. ш. 100°03′43″ з. д.                | 322                              | 330                              |
| 0022      | Сан-Антонио-де-Падуа (исп. San Antonio de Padua) 23°22′04″ с. ш. 100°05′01″ з. д. | 306                              | 310                              |

## Экономика
По статистическим данным 2000 года, работоспособное население занято по секторам экономики в следующих пропорциях: сельское хозяйство, скотоводство и рыбная ловля — 68 %, промышленность и строительство — 18,1 %, сфера обслуживания и туризма — 11,8 %, прочее — 2,1 %.

## Инфраструктура
По статистическим данным 2010 года, инфраструктура развита следующим образом:
- электрификация: 93,6 %;
- водоснабжение: 56,8 %;
- водоотведение: 8,7 %.

## Фотографии

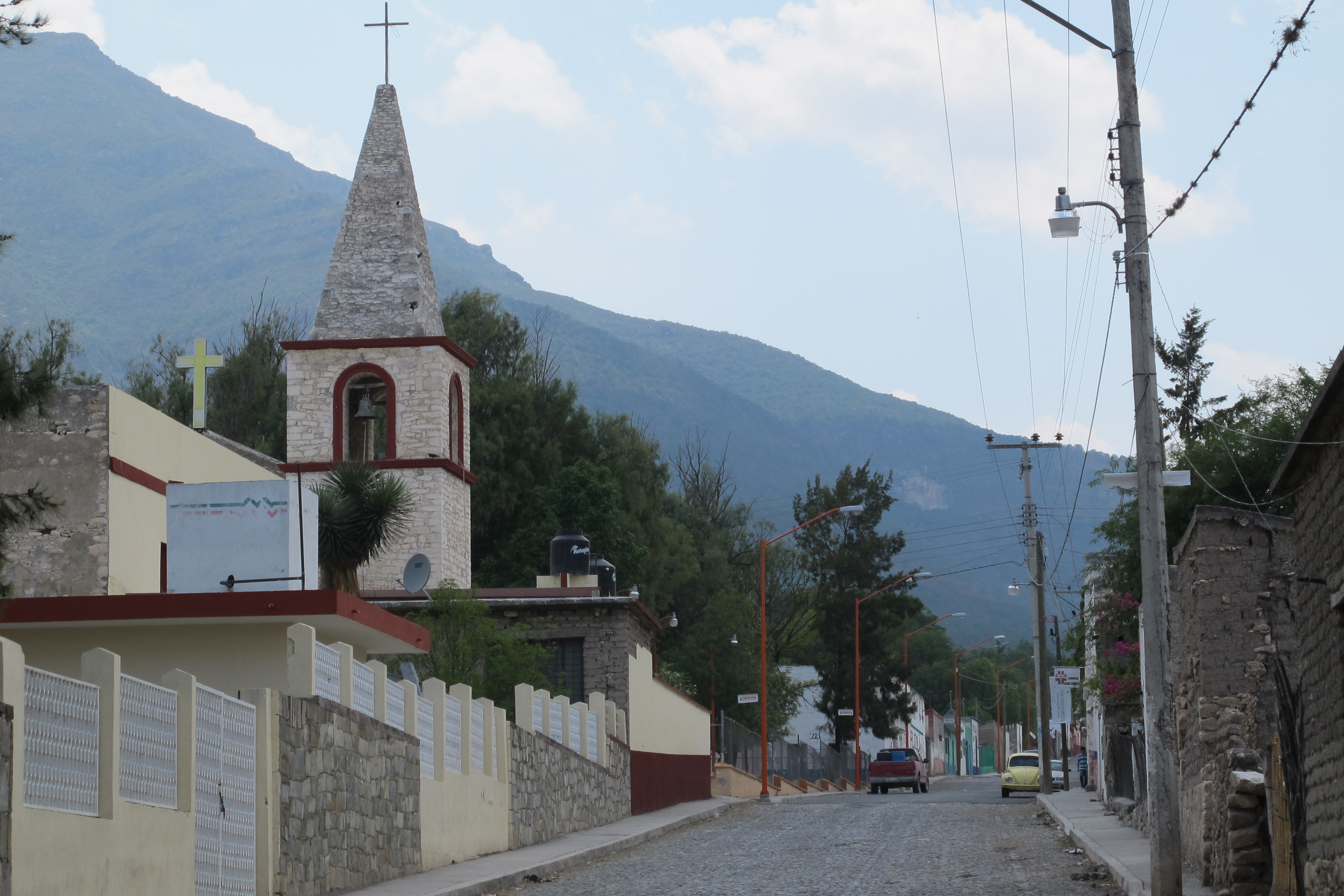
Церковь Архангела Михаила в Бустаманте
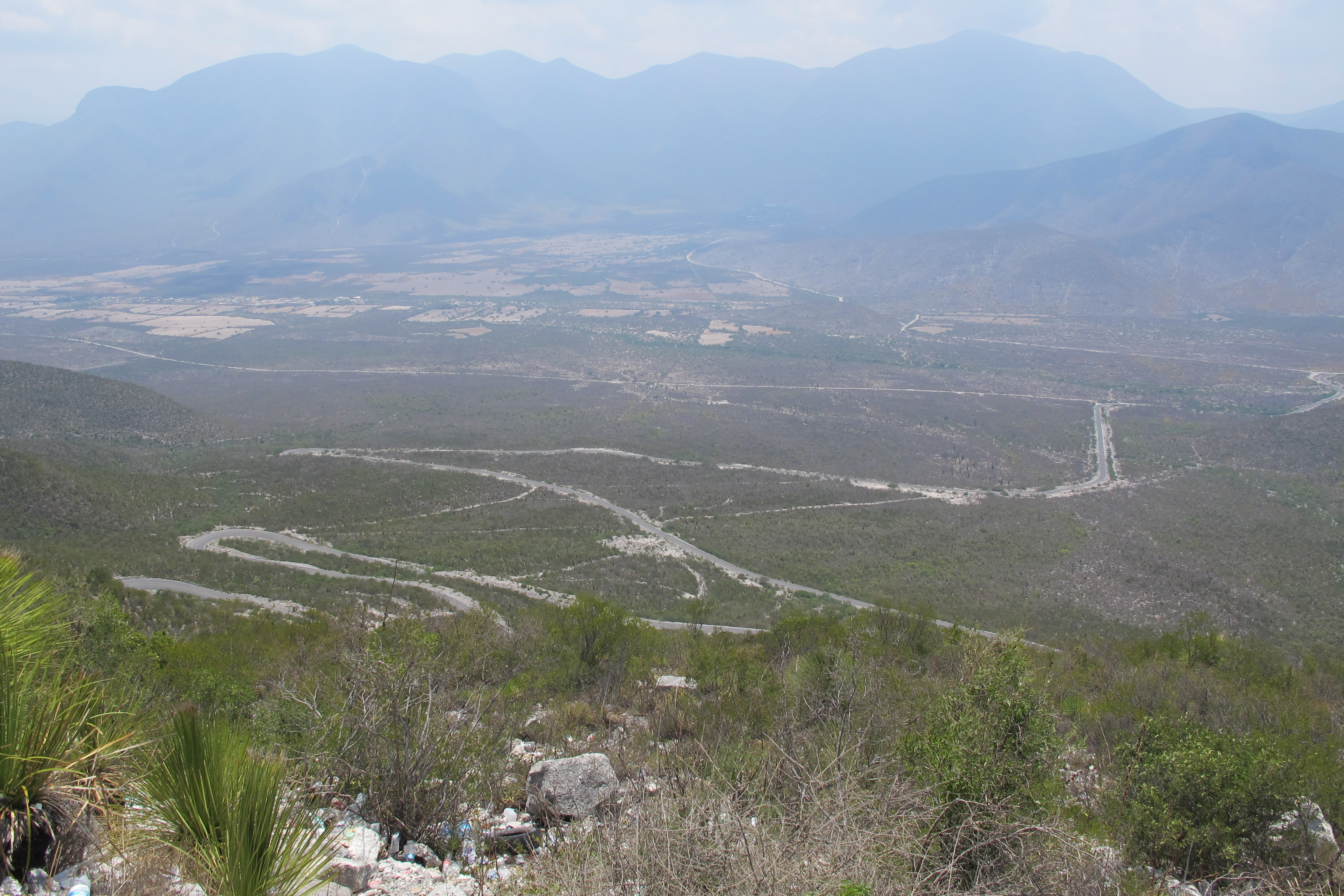
Вид на Бустаманте